# Cesare Sabelli
Cesare Sabelli (Montepulciano, 20 novembre 1896 – Scarsdale, 8 maggio 1984) è stato un aviatore italiano.
Pilota italiano pluridecorato della prima guerra mondiale, tentò per due volte di effettuare un volo diretto da New York a Roma a bordo di velivoli prodotti dall'ingegnere Giuseppe Bellanca. Fallito il primo tentativo nel 1929, ritentò la sorte nel 1934, raggiungendo solamente le coste dell'Irlanda a causa di un guasto al propulsore dell'aereo.

## Biografia
Nato a Montepulciano il 20 novembre 1896, figlio di Egisto e Carmela Paragone. Cresciuto in una agiata famiglia, suo padre fu per lunghi anni presidente del Tribunale della città, ricevette una raffinata e severa educazione. Allo scoppio della guerra con l'Austria-Ungheria, si arruolò volontario, come ufficiale di complemento, nel Regio Esercito, venendo assegnato al 56º Reggimento di fanteria. Nel 1916 chiese di transitare nel Corpo Aeronautico Militare, passando in forza al Battaglione Aviatori. Conseguito il brevetto di pilota sull'aeroporto di Pisa-San Giusto venne mandato dapprima a Busto Arsizio e poi all'aeroporto della Malpensa. Si distinse particolarmente durante alcune azioni di guerra, per cui fu decorato con numerose onorificenze, ben 12, anche straniere. Al termine della guerra, in cui aveva perso il fratello minore, rimase per un breve periodo in aeronautica, prima di congedarsi nel 1920. In quello stesso anno lasciò l'Italia per trasferirsi negli Stati Uniti d'America, e in questa decisione giocò molto il fatto di aver stretto amicizia durante la guerra con il futuro sindaco di New York Fiorello La Guardia. Arrivato via nave, si stabilì a New York dove avviò alcune attività industriali, tra cui quella molto proficua nel campo immobiliare, che gli consentirono di accumulare una discreta fortuna. Negli Stati Uniti continuò a volare, praticando anche attività sportive, e divenendo amico di alcuni noti personaggi dello spettacolo, tra cui Beniamino Gigli, Tito Schipa e Rodolfo Valentino, e del mondo aeronautico americano. Tra questi ultimi Ugo Veniero D'Annunzio e Giuseppe Bellanca.

### I due tentativi di trasvolata atlantica da New York a Roma
Dopo la doppia trasvolata atlantica realizzata da Francesco de Pinedo, nel 1927 Sabelli chiese a Bellanca di costruire un velivolo adatto ad un volo senza scalo tra New York e Roma, sorvolando l'Atlantico settentrionale. Anticipò subito all'industriale la somma di 75.000 dollari, mentre altri 33.000 vennero pagati dal dottor Leon Piscuilli, 20.000 offerti dal giornale Hearst Newpaper per avere l'esclusiva sulla storia del volo, e ulteriori fondi giunsero da privati e industrie. L'ingegnere Bellanca costruì un apposito monoplano, monomotore, ad ala alta, il Roma, con cui il 28 settembre 1928 Sabelli decollò dal campo di Old Orchard Beach (Maine) in direzione di Roma. Quando fu in volo indirizzò un messaggio radio transatlantico di saluto a Guglielmo Marconi, che lo stava aspettando a Londra, il primo mai inviato da un aereo. A causa di un guasto meccanico al propulsore, manifestatosi dopo venti minuti, l'aereo dovette ritornare indietro quando aveva percorso solo una settantina di miglia sul mare tra andata e ritorno.
Nel 1932 si rivolse ancora a Bellanca perché gli costruisse un nuovo aereo con cui ritentare l'impresa. Associatosi all'industriale George R. Poud fece costruire un nuovo velivolo. Il Bellanca J-300 "Leonardo da Vinci" era dotato del meglio delle tecnologia aeronautica all'epoca disponibile. Per non appesantire il velivolo i due aviatori rinunciarono ad imbarcare sia il battello di salvataggio, che altri equipaggiamenti di sicurezza. Il 24 maggio 1934 l'aereo, con equipaggio Sabelli-Pond, decollò dall'aeroporto Floyd Bennett di New York in direzione di Roma con condizioni meteorologiche avverse. Superata la Nuova Scozia e Terranova l'aereo si inoltrò nell'Oceano Atlantico seguendo una rotta lungo il 53º parallelo in direzione dell'Irlanda. Dopo ventinove ore di volo, quando erano a circa 100 miglia dalle coste irlandesi, il motore del velivolo iniziò a perdere olio schizzandolo sul parabrezza. Riducendo al massimo il consumo di olio, e volando a bassissima quota sulla superficie del mare, condusse l'aereo a toccare terra dopo trentatré ore presso il villaggio di Cloneyogan, sulla costa della contea di Clare, nell'Irlanda occidentale. Le prime riparazioni del motore vennero eseguite dai meccanici del Corpo Irlandesi di aviazione appositamente giunti sul posto e consentirono ai due aviatori di decollare fortunosamente per raggiungere l'aeroporto di Baldonnel il 22 maggio. Da lì partirono alla volta di Roma, ma dovettero fermarsi a Cardiff per nuovi problemi, e quindi raggiunsero Londra per effettuare le definitive riparazioni. Tali riparazioni richiesero altro tempo, e solo l'11 giugno i due aviatori raggiunsero Roma, dove il giorno dopo furono ricevuti dal capo del governo Mussolini, dal Sottosegretario di stato e Capo di stato maggiore della Regia Aeronautica Giuseppe Valle, e nei giorni successivi dal re Vittorio Emanuele III.
Dopo essere stati in visita a Montepulciano, accolti con tutti gli onori dalle autorità cittadine, i due aviatori ripartirono alla volta degli Stati Uniti. Dopo aver raggiunto le coste del Galles, a causa di una fittissima nebbia che gravava sulla zona, l'aereo si distrusse in prossimità di Capo Saint David. I due piloti uscirono dai rottami dell'aereo solamente con qualche contusione. Sposato con la cantante Louise Richmond, abbandonò il mondo dell'aviazione nel 1940, dopo che un tentativo di battere il record mondiale di distanza a bordo di un'ala volante Vance, volando da New York a Buenos Aires, era stato annullato a causa degli eventi bellici. Aprì allora un negozio di arte e antiquariato a Larchmont. Si spense l'8 maggio 1984 presso il White Plains Hospital Medical Center di Scarsdale, New York, all'età di 86 anni.

## Onorificenze
(Lista parziale)

### Periodici
- Ovidio Ferrante, Cesare Sabelli: un dimenticato trasvolatore atlantico, in Aeronautica, n. 5, Roma, Associazione Arma Aeronautica, maggio 2004,  pp. 18-20.